# Агиос Димитриос (дем Дион-Олимп)
Вижте пояснителната страница за други значения на Свети Димитър.
Агиос Димитриос (на гръцки: Άγιος Δημήτριος, в превод Свети Димитър) е село в Егейска Македония, Гърция, дем Дион-Олимп в административна област Централна Македония.

## География
Селото се намира преди Неос Пантелеймонас по националния път Е75 от Атина за Солун в подножието на планина Олимп.

## История
Селото е регистрирано в 1971 година.
| Година    | 1913 | 1920 | 1928 | 1940 | 1951 | 1961 | 1971 | 1981 | 1991 | 2001 | 2011 | 2021 |
| --------- | ---- | ---- | ---- | ---- | ---- | ---- | ---- | ---- | ---- | ---- | ---- | ---- |
| Население |      |      |      |      |      |      | 47   | 91   | 39   | 29   | 14   | 12   |